# گوهرسنگ کاردینال

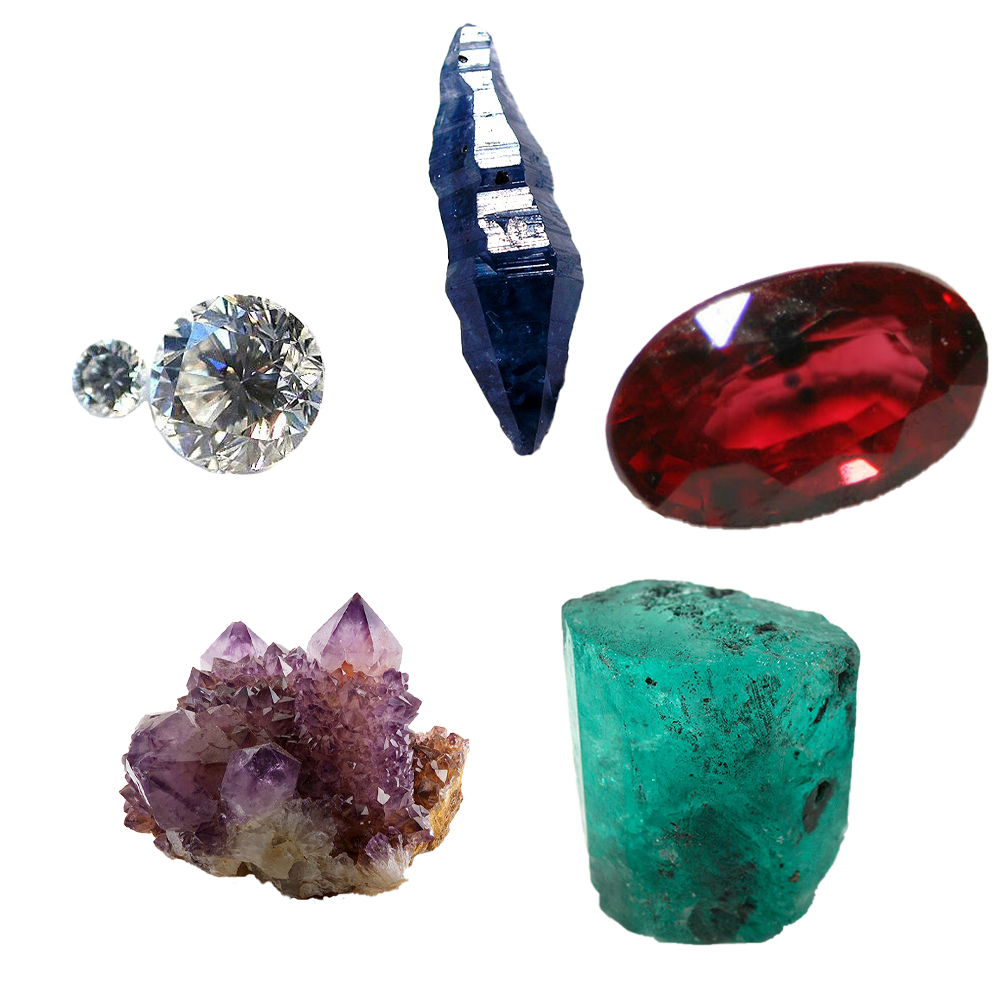
پنج گوهرسنگ کاردینال. از بالا و در جهت ساعت‌گرد: یاقوت کبود، یاقوت، زمرد، آمیتیست، الماس.

گوهرسنگ‌های کاردینال (انگلیسی: Cardinal gem) به گوهرسنگ‌هایی گفته می‌شود که به‌طور سنتی بیش از همه گران‌بها محسوب می‌شدند. طبقه‌بندی گوهرسنگ‌های کاردینال به دوران باستان برمی گردد و تا حد زیادی با استفاده تشریفاتی یا مذهبی و نادر بودن گوهرسنگ تعیین می‌شد. امروزه این اصطلاح تا حد زیادی از کاربرد خارج شده‌است.
پنج گوهرسنگ کاردینال اصلی عبارتند از:
- آمیتیست (بنفش)، گوهرسنگ کمیاب و گران‌بها در دنیای قدیم تا زمانی که ذخایر بزرگی در برزیل یافت شد.
- الماس، (شفاف)
- زمرد (سبز)
- یاقوت (سرخ)
- یاقوت کبود (آبی)